# 異塵餘生：庇護所
《異塵餘生：庇護所》是一款由貝塞斯達遊戲工作室及Behaviour Interactive合作開發，並由貝塞斯達軟件發行的免費模擬遊戲。作為《異塵餘生》系列的一部分，貝塞斯達軟件先於2015年6月14日發行本作至iOS平台，其後擴展至Android平台、Microsoft Windows、Xbox One、PlayStation 4及任天堂Switch。
在發行後，本作獲得了褒貶不一的評價。評論家喜歡本作延續了《異塵餘生》宇宙的設定、核心玩法及其視覺風格。有部分批評則指本作缺乏深度、使用了不必要的微收費，以及缺乏結局。本作在發行後的兩星期錄得遊戲內的微收費額度為510萬美元。

## 玩法

遊戲畫面頂部顯示了避難所的資源，當房間產生資源時會出現通知。

在本作中，玩家會扮演避難所的領導者——監管人（Overseer），負責建立並管理避難所。玩家可根據居民的「SPECIAL」能力值來分配他們至避難所內不同的設施，用以生產各項資源。每位居民的「SPECIAL」能力值都會影響他們生產不同資源的能力，但玩家可以透過安排他們進入一些特殊設施內受訓來提高他們的能力值。居民的等級及生命值都會隨著時間的推移而提升，玩家亦可提供武器、防具及藥物來幫助他們完成各種任務。另外，玩家可以透過不同方法以增加避難所的人口，包括招募廢土人民加入避難所，或是讓男性居民與女性居民在生活區內進行配對從而生產嬰兒。
平衡避難所內的資源，例如食物、水及電力，亦是本作的其中一項重要任務。玩家無需使用金錢來加快資源的生產時間，而是可以選擇使用「加速」指令，但是使用這個指令可能會導致設施出現災難性故障，例如是火災或輻射蟑螂入侵。玩家有時候會獲得包含獎勵的午餐盒，例如物品或資源，而玩家亦可透過微收費購買午餐盒。

## 開發
2009年6月，Engadget的記者採訪了貝塞斯達軟體的托德·霍華德，而當記者談及會否有一款適用於iOS平台的《異塵餘生》遊戲時，霍華德則表示《異塵餘生》世界「具有足夠的獨特性及可以移植至任何平台」，並揭示了遊戲製作團隊曾經進行這類研究。同年11月5日，當時在id Software工作的約翰·卡馬克聲稱自己擁有《異塵餘生》的iPhone遊戲的內部概念驗證，更表示自己可能會親自參與遊戲製作，儘管他當時正在參與其他項目。約翰·卡馬克其後補充，表示自己至少會提供代碼。
《異塵餘生：庇護所》使用Unity遊戲引擎製作而成，由貝塞斯達遊戲工作室與Behaviour Interactive合作開發。根據貝塞斯達副總裁皮特·漢斯（Pete Hines）的說法，本作的靈感來自《小電腦人》、《Progress Quest》、《X-COM》、《模擬城市》及《超越光速》等的電子遊戲。托德·霍華德在一次訪談中提及，本作的設計靈感是來自《異塵餘生3》的預告，而所述預告的部份場景與本作避難所內的佈局十分相似。他又指本作就好像是《小電腦人》、《模擬市民》及《異塵餘生》的混合體。另外，霍華德又表示他從很多手機遊戲開發公司獲得了許多建議，但他最終仍選擇由貝塞斯達自行負責遊戲的設計、機制、外觀等元素，並交由Behaviour Interactive協助開發，而當時的遊戲開發代號為「Underground」。

## 發行
貝塞斯達於2015年6月14日的E3遊戲展上首次公佈《異塵餘生：庇護所》，貝塞斯達表示本作為一款免費遊戲，而且同日會在iOS平台上發行。同年8月13日，本作亦於Android平台上發行。
Xbox One版本於2017年2月7日發行，支援Xbox Play Anywhere允許Windows 10的用戶同步遊戲數據及成就。同年3月28日，《異塵餘生：庇護所》登陸Steam平台。
2018年6月10日，貝塞斯達在其E3遊戲展的展示會內宣佈將會推出本作的PlayStation 4及Switch版本，令本作成為首款可以在任天堂平台上遊玩的《異塵餘生》系列遊戲。2020年5月，本作被引進至特斯拉電動車的娛樂系統內，玩家可以在車輛處於停泊狀態下以街機模式開啓遊戲。

### 更新
2015年6月30日，營運商貝塞斯達首次在本作加入《異塵餘生4》的角色。聯邦義勇兵的領袖普雷斯頓·加維（Preston Garvey）被設計成玩家可招募的居民，但只出現於午餐盒的獎勵內，而加維的激光武器則可供其他避難所居民裝備。7月10日，貝塞斯達首次更新本作，在修正部分問題的同時還新增了一個「相片模式」功能，讓玩家可拍攝並分享自己的避難所的照片。8月13日，貝塞斯達於iOS平台上發布了一個重大更新，同時發行了本作的Android版本。此次的遊戲更新加入了鼴鼠和死亡爪這兩種新敵人，同時新增了掠奪者在成功攻入避難所後會偷取金錢的設定，而不是像以前一樣只會偷取避難所內的資源。另外，此次的更新還新增了一個名為巧手先生（Mister Handy）的機器人管家，只能透過午餐盒獲得。
10月15日，貝塞斯達將本作更新至1.2版本，增加了雲端儲存、生存模式及支援俄語。這次更新還新增了統計頁面，可供玩家跳過教學並開始新遊戲，而且在開始時玩家更可以在已死亡的掠奪者身中搶奪裝備。另外，貝塞斯達亦新增了另一名《異塵餘生4》的角色派普（Piper），同樣是只能透過午餐盒獲得，但暫時僅適用於iOS版本。在10月尾，貝塞斯達再度更新本作，以萬聖節作主題並新增了房間裝飾和服裝，另外移除了上次更新所設下的探索人數限制。
11月22日，貝塞斯達釋出了新的更新檔，以感恩節作主題，增加了新的裝備和裝飾品。12月10日，貝塞斯達更新本作至1.3版本，在遊戲畫面上增加了雪景及以聖誕節為主題的裝飾品，另外還新增了不同功能，包括寵物系統、驅逐避難所居民、一次性出售庫存物品，以及為避難所居民提供新的對話和搭訕對白。
2016年3月，貝塞斯達更新本作至1.4版本，新增了製作系統、相關的設施及理髮店，並在午餐盒內新增寵物及可用於製作武器或防具的垃圾。同年4月，貝塞斯達釋出了1.5版本，向玩家提供避難所居民的個人化設定，同時還能刪除不需要的物品並支援3D Touch。6月12日，在E3遊戲展舉行前，貝塞斯達在其新聞發布會上宣佈將會於7月釋出本作的1.6版本及Microsoft Windows版本。7月14日，貝塞斯達更新本作至1.6版本，新增了任務系統、兩種敵人及兩件商品，並調整了戰鬥系統。另外，本作的Microsoft Windows版本亦於同日推出。8月25日，貝塞斯達更新本作至1.7版本，新增了以《異塵餘生4》內的遊樂場「核子世界」為題材的任務，完成任務後核子世界的吉祥物將會出現在玩家的避難所內。10月6日，貝塞斯達更新本作至1.8版本，增加了新的任務及房間佈置功能，玩家可透過收集圖紙來製作四款以《異塵餘生4》的四個派系為主題的房間佈置品。11月17日，貝塞斯達釋出1.9版本，增添了新的任務及任務地點，以及感恩節限定的特殊活動。

### 訴訟
2018年6月21日，貝塞斯達軟件公司向華納兄弟娛樂公司及Behaviour Interactive提出訴訟，理由是這兩間公司所推出的手機遊戲《西部世界》（改編自同名劇集）涉嫌侵權。
貝塞斯達於訴狀中指出，由Behaviour Interactive所開發的《西部世界》的遊戲設計、藝術風格、動畫、功能和其他遊戲元素，均與本作相同或高度相似，而且《西部世界》是非法地「使用了與本作相同且受版權保護的程式代碼」。貝塞斯達控告上述兩間公司侵犯版權、違反合同及盜用商業秘密，尋求陪審團審判並要求賠償損失。其後，華納兄弟於遊戲網站IGN發表聲明，否認《西部世界》抄襲本作的程式碼，而Behaviour Interactive亦已向華納兄弟保證並沒有將本作的程式碼用於《西部世界》中，反指貝塞斯達沒有證據及指控不實。
2019年1月，貝塞斯達宣佈與華納兄弟娛樂公司及Behaviour Interactive達成和解協議，並中止對他們的訴訟，但未有披露協議條款。1月15日，《西部世界》遊戲官方正式發表聲明，指遊戲已從App Store及Google Play商店下架，並於同年4月16日正式關閉伺服器。

## 評價
| 汇总媒体   | 得分                              |
| ---------- | --------------------------------- |
| Metacritic | iOS：71/100 PC：63/100 NS：61/100 |

| 媒体            | 得分         |
| --------------- | ------------ |
| Destructoid     | 7/10         |
| 金融郵報        | 7.5/10       |
| Game Informer   | 7/10         |
| Game Revolution | [ 63 ]       |
| GamesTM         | 6/10         |
| IGN             | 6.8/10       |
| 紐約每日新聞    | [ 8 ]        |
| Pocket Gamer    | iOS： · NS： |

根據評論網站Metacritic，本作在發行後獲得褒貶不一的評價。
評論家普遍喜歡本作的玩法，但同時批評本作缺乏深度。Destructoid的克里斯·卡特（Chris Carter）表示自己不會長期玩這款遊戲，但卻值得投入時間。IGN的賈斯汀·戴維斯（Justin Davis）指本作需要設下終局目標或一些可以導致終局的稀有資源，才能令玩家抱有期待並向著這些目標前進。紐約每日新聞的埃比尼澤·塞繆爾（Ebenezer Samuel）指本作雖然不是一款具有深度的角色扮演遊戲，但仍能給予玩家一種有趣的體驗。Pocket Gamer的兩位評論員哈里·斯萊特（Harry Slater）與里克·考利（Ric Cowley）均給予遊戲3.5顆星，前者表示本作可能不是粉絲們想要的《異塵餘生》遊戲，並指這只是一款類似《小塔樓》的建築類遊戲；後者提到任天堂Switch與其他版本並無太大的不同，但一樣都是方便攜帶沒理由選擇遊玩任天堂Switch版本。
部份評論家亦讚賞本作的視覺效果。Game Informer的丹尼爾·塔克（Daniel Tack）指出本作的視覺效果十分符合避難所小子的美學。Destructoid的克里斯·卡特亦表示本作在視覺上較其他同類型遊戲更令人印象深刻。Gamezebo的傑森·福克納（Jason Faulkner）則表示本作的圖形令人印象深刻，更說「不僅是避難所居民呈現出濃厚的《異塵餘生》風格，避難所本身也非常漂亮」。
然而，評論家對於本作加入微收費則意見不一。Game Revolution的傑布·豪特（Jeb Haught）認為「當我把微收費的優勢混入末日後時，結果是會在我的口中產生酸味」。Game Informer的丹尼爾·塔克更指出在這款免費遊戲內加入微收費是完全不必要。IGN的賈斯汀·戴維斯認為微收費雖然非常便利，但他堅持遊戲內的所有元素包括是居民、裝備及資源，都必須以舊方法獲得——等待。而Financial Post的乍得·薩皮阿（Chad Sapieha）表示，玩家是否繼續遊玩這款遊戲，很大程度上取決於他們是否有迫切需要購買更多的午餐盒（遊戲內其中一款收費道具）。
本作在發行後的一日內便成為美國和英國最受歡迎的免費iOS應用程式，並在2015年6月26日成為最受歡迎的iOS遊戲。截至2016年6月12日，本作擁有超過5000萬名玩家。2018年6月，貝塞斯達軟件的托德·霍華德在接受訪問時表示本作已吸引超過1.2億名玩家，而這數字亦超越了其他貝塞斯達遊戲的玩家的總和。截至2019年6月，本作的收益突破1億美元。另外，由於本作所取得的成功，貝塞斯達遊戲工作室正計劃製作另一款手機遊戲。

### 獎項
| 年度   | 奖项               | 类别              | 结果 | 来源   |
| ------ | ------------------ | ----------------- | ---- | ------ |
| 2015年 | 第33屆金搖杆獎     | 最佳手機遊戲      | 獲獎 | [ 75 ] |
| 2015年 | 2015年遊戲大獎     | 最佳移動/掌上遊戲 | 提名 | [ 76 ] |
| 2016年 | 第19屆D.I.C.E.大獎 | 年度手機遊戲      | 獲獎 | [ 77 ] |

## 外部連結
- 官方網站 （页面存档备份，存于） （英文）